# Rumer Godden
Œuvres principales
- Le Narcisse noir
- Le Fleuve

Rumer Godden (10 décembre 1907 - 8 novembre 1998) est une femme de lettres anglaise, auteur de soixante romans se déroulant souvent en Inde et dont plusieurs ont été adaptés au cinéma. Elle a également écrit plusieurs œuvres de littérature d'enfance et de jeunesse.

## Biographie
Née en 1907 dans le Sussex, en Angleterre, Margaret Rumer Godden et ses trois sœurs grandissent en Inde à Narayanganj, autrefois colonie britannique des Indes, aujourd'hui au Bangladesh. Son père, directeur d'une compagnie maritime, envoie ses filles en Grande-Bretagne pour y être scolarisées jusqu'en 1925. Margaret rentre à Calcutta où elle ouvre une école de danse qu'elle dirigera pendant vingt ans avec l'une de ses sœurs.
Parce qu'elle est enceinte, elle épouse le père de son enfant, Laurence Foster, en 1934. Deux filles naîtront de cette union qu'elle qualifiera de malheureuse. En 1942, avec sa famille, elle s'installe au Cachemire où elle dirige une exploitation agricole. Elle revient au Royaume-Uni en 1944. Divorcée en 1948 de son premier mari, elle épouse l'année suivante un fonctionnaire, James Haynes Dixon, et se consacre à l'écriture.
Au début des années 1950, elle commence à s'intéresser au catholicisme et se convertit en 1968. Cet intérêt pour la spiritualité et le mysticisme est visible dans plusieurs de ses romans : elle y brosse le portrait de prêtres et de religieuses catholiques et réalise notamment une étude profonde de l'équilibre entre les aspects spirituel et humain de la vie religieuse.

## Prix et distinctions
- 1958 : (international) « Honor List »[4], de l' IBBY, pour The Fairy Doll

### Décoration
- 1993 : officier de l'ordre de l'Empire britannique

## Œuvres publiées en France
Note : ordre chronologique
- 1941 Le Narcisse noir (Black Narcissus), éditions Albin Michel, roman, 1949 ; Actes Sud, 2006
- 1942 : Le Déjeuner chez les Nikolidès (Breakfast with the Nikolides), éditions Journal de Genève, roman, 1944
- 1946 : Le Fleuve (The River), éditions Albin Michel, 1949
- 1945 : Fugue (Take Three Tenses: A Fugue in Time), éditions Paris : La Jeune Parque, roman, 1947
- 1947 : Une maison de poupées (The Dolls' House), éditions Fernand Nathan, coll. « Bibliothèque internationale », traduit par Sherban Sidery, illustrations de Kersti Chaplet, roman jeunesse, 1973
- 1953 : L'Oiseau de feu (Kingfishers catch fire), éditions Albin Michel, roman, 1957
- 1956 : Une histoire de moineaux (An Episode of Sparrows), éditions Albin Michel, 1958
- 1958 : L'Été des reines-claudes (The Greengage Summer), éditions Albin Michel, roman, 1961[6]
- 1958 : L'Histoire de Prune et Fleur de Houx (The Story of Holly and Ivy), éditions Gallimard, coll. « Folio cadet », roman jeunesse, 1986 ; réédition en 1990 sous le titre	Prune et Fleur de Houx, illustré par Barbara Cooney, éditions Gallimard Jeunesse
- 1960 : Angélique (Candy floss), illustré par  Fabienne Julien, éditions Fernand Nathan, coll. « Arc-en-poche », roman jeunesse, 1984
- 1963 : La Bataille de la Villa Fiorita (The Battle of the Villa Fiorita, éditions Albin Michel, roman, 1964
- 1967 : Le Petit Grégoire et l'icône russe (The Kitchen Madonna), illustrations de Michèle Le Bas, traduit par Huguette Perrin, éditions G. P., coll. « Bibliothèque rouge et or », série Dauphine no 259, roman jeunesse, 1969
- 1968 : Il n'y a plus d'Indiens (Swans and turtles), éditions Albin Michel, recueil de nouvelles, 1972
- 1969 : Opération Sippacik (Opération Sippacik), éditions G. P., coll. « Spirale » no 196, traduit par Geneviève Meker, illustrations de Daniel Billon, roman jeunesse, 1973
- 1972 : La Petite Fille à la roulotte (The Diddakoi), éditions G. P., coll. « Spirale » no 218, traduit par Gilles Rouche, illustré par Marie Chartrain, roman jeunesse, 1974 ; rééd. Gallimard jeunesse, coll. « Folio Junior », traduit par Elsie de Saint-Chamas, 1998 Prix The Whitbread Award for Children's Literature, 1972
- 1975 : L'Étrange Petit Poney (Mr. McFadden's Hallowe'en), illustrations de Romain Simon, traduit par Sylvette Brisson-Lamy, Éditions G. P., coll. « Bibliothèque rouge et or », série Dauphine no 286, roman jeunesse, 1980
- Prayers from the ark and the Creatures' choir, Carmen Bernos de Gasztold, traductrice Rumer Godden, Penguin Books, 1976
- 1984 : Les Enfants du jeudi (Thursday's children), éditions L'École des loisirs, coll. « Médium poche », traduit par Antoinette Barrion, roman, 1985
- 1992 : Le Chant du rossignol (Listen to the nightingale), éditions L'École des loisirs, coll. « Médium », roman jeunesse, 1993
- 1997 : Les Lumières de Diwali (Premlata and the festival of lights), éditions Flammarion, coll. « Castor Poche », traduit par Rose-Marie Vassallo, illustré par Jean-Louis Tripp, roman jeunesse, 1998

## Adaptations

### Au cinéma
- 1947 : Le Narcisse noir, d'après le roman du même nom. Film britannique de Michael Powell et Emeric Pressburger avec Deborah Kerr.
- 1948 : Vous qui avez vingt ans, d'après le roman Fugue. Film américain d'Irving Reis avec David Niven et Teresa Wright.
- 1951 : Le Fleuve, d'après le roman du même nom. Film américain de Jean Renoir, tourné en Inde.
- 1958 : Innocent Sinners, d'après le roman Une histoire de moineaux. Film britannique de Philip Leacock inédit en France avec June Archer et Flora Robson.
- 1961 : Un si bel été, d'après le roman L'Été des reines-claudes. Film britannique de Lewis Gilbert avec Kenneth More, Danielle Darrieux et Susannah York.
- 1965 : La Bataille de la Villa Fiorita, d'après le roman du même nom. Film britannique de Delmer Daves.

### À la télévision
- 1984 : Tottie: The Story of a Doll's House (en) , série d'animation britannique pour la jeunesse inspirée du roman Une maison de poupée (The Dolls' House).